# Hemicythere sicula
Hemicythere sicula is een mosselkreeftjessoort uit de familie van de Hemicytheridae. De wetenschappelijke naam van de soort is voor het eerst geldig gepubliceerd in 1902 door Brady.